# Esgrus

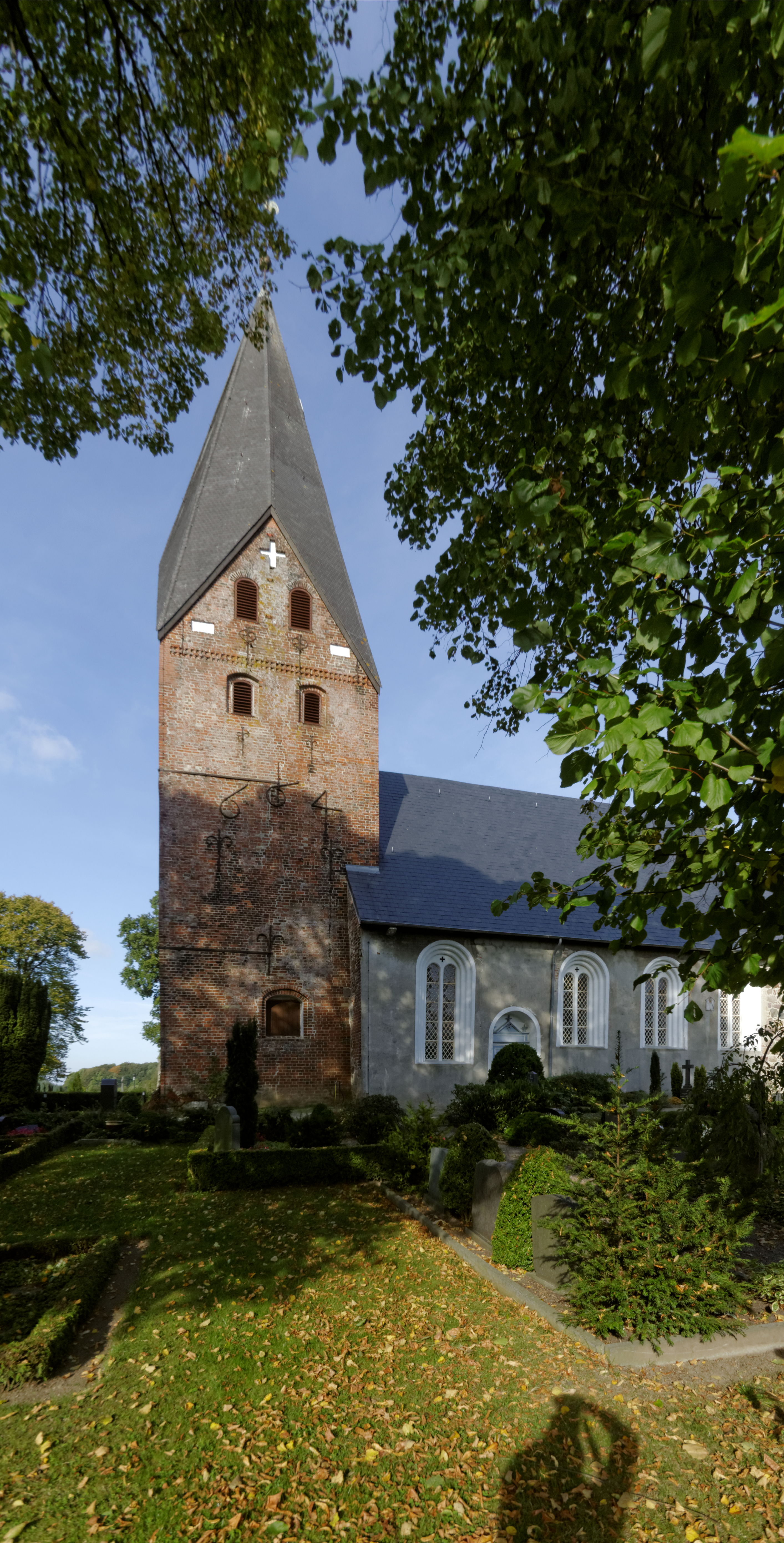

Esgrus (duń. Eskeris) – miejscowość i gmina w Niemczech w kraju związkowym Szlezwik-Holsztyn, w powiecie Schleswig-Flensburg, wchodzi w skład Związku Gmin Geltinger Bucht.

## Współpraca
- Katzow, Meklemburgia-Pomorze Przednie[1]